# Scania OmniLink
Scania OmniLink i međugradski autobus švedskog kompanije Scania koji je se proizvodio od 1998. godine.

## Motori
- 9.0 L I6 turbo Diesel, 169 kW (230 KS)
- 9.0 L I6 turbo Diesel, 191 kW (260 KS)
- 9.0 L I6 turbo Diesel, 206 kW (280 KS)
- 9.0 L I6 turbo Diesel, 221 kW (301 KS)
- 9.0 L I6 turbo Diesel, 236 kW (320 KS)